# Великі Каркали
Великі Каркали́ (рос. Большие Каркалы, башк. Оло Кәркәле) — село у складі Міякинського району Башкортостану, Росія. Адміністративний центр Великокаркалинської сільської ради.
Населення — 488 осіб (2010; 577 в 2002).
Національний склад:
- башкири — 63%
- татари — 36%

## Відомі люди
- Галімов Айдар Ганієвич — Народний артист Башкортостану і Татарстану.